# باشگاه ورزشی آرارات تبریز
باشگاه ورزشی آرارات تبریز بزرگ‌ترین مجموعهٔ ورزشی ارمنیان تبریز و آذربایجان است که در مرکز شهر تبریز و در تقاطع خیابان‌های ارگ و والمان واقع شده‌است. این مجموعه در دو طبقه بوده که در بخش جنوبی خلیفه‌گری ارامنهٔ آذربایجان و مقابل کلیسای انجیلی و مدرسهٔ نور سیدالشهدا قرار گرفته‌است.

## نگارخانه

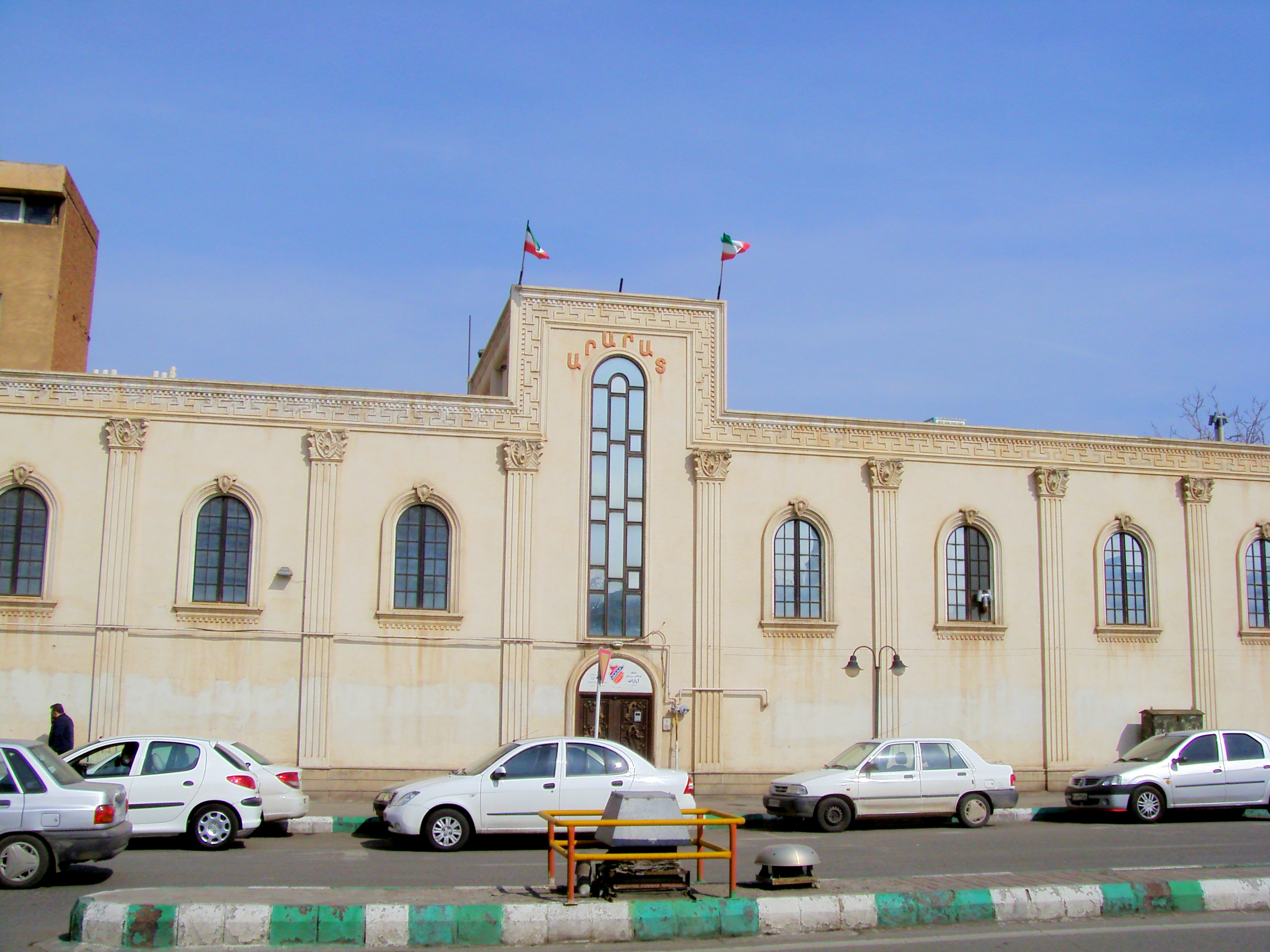